# Ditomyia spinifera
Ditomyia spinifera är en tvåvingeart som beskrevs av Zaitzev 1978. Ditomyia spinifera ingår i släktet Ditomyia och familjen hårvingsmyggor. Inga underarter finns listade i Catalogue of Life.